# Stanisław Kobierzycki

Epitafium w katedrze św. Mikołaja Biskupa w Kaliszu

Stanisław Kobierzycki herbu Pomian (ur. ok. 1600, zm. 1665 w Kaliszu) – wojewoda pomorski w latach 1656–1665, kasztelan gdański w latach 1643–1656, podczaszy kaliski w latach 1636–1643, cześnik poznański w latach 1627–1636, starosta brodnicki, sekretarz królewski, polski działacz państwowy i historyk.
Poseł na sejm zwyczajny 1629 roku z województwa poznańskiego i kaliskiego. Poseł na sejm 1639 roku, sejm 1640 roku, sejm 1643 roku. Od 1647 był kasztelanem gdańskim. 
Był członkiem konfederacji generalnej zawiązanej 31 lipca 1648 roku. W 1648 roku był elektorem Jana II Kazimierza Wazy z województwa pomorskiego. Na sejmie nadzwyczajnym 1654 roku wyznaczony z Senatu do lustracji dóbr królewskich w Prusach. Od 31 maja 1656 do śmierci był wojewodą pomorskim. Był także posłem, wyjeżdżał na misje na tereny dzisiejszej Belgii.
Stanisław Kobierzycki został pochowany w kościele św. Mikołaja Biskupa w Kaliszu.

## Prace
- Historia Vladislai Poloniae et Sueciae principis, ejus natales, infantiam, electionem usque ad excessum Sigismundi III[8], Gdańsk 1655 [Historia Władysława, królewicza polskiego i szwedzkiego, wyd. Janusz Byliński i Włodzimierz Kaczorowski, tłum. Marek Krajewski, WUW, Wrocław 2005, ISBN 83-229-2673-1]
- De luxu Romanorum commentarius etc, 1628 (wyd. 1655)
- Obsidio Clari Montis Częstochoviensis ab exercitu Suecorum duce Burchardo Mellero[9], Gdańsk 1656